# Cuchillones
Cuchillones, naziv za jednu skupinu kalifornijskih Indijanaca iz skupine costanoan, koji su živjeli istočno od zaljeva San Francisco. Prema Engelhardtu godine 1795. bili su uvučeni u zavadu s neofitima s misije San Francisco, poslije čega su Španjolci napali njihovu rancheriju.
Taylor u Cal. Farmer (1861) naziva ih Cuchian.